# Primera División 1931-1932 (Spagna)
La Primera División 1931-1932 è stata la 4ª edizione della massima serie del campionato spagnolo di calcio, disputato tra il 22 novembre 1931 e il 3 aprile 1932 e concluso con la vittoria del Madrid CF al suo primo titolo.
Capocannoniere del torneo è stato Guillermo Gorostiza (Athletic Bilbao) con 12 reti.

## Stagione

### Novita
Al posto della retrocessa CD Europa salì dalla Segunda División il Valencia.

### Avvenimenti
Con la proclamazione della Repubblica, le squadre con il nome Real persero il proprio titolo: Il Real Madrid divenne semplicemente Madrid CF mentre il Real Unión prese il nome di Union Irùn. Decisione diversa per la Real Sociedad, che cambiò il nome in Donostia CF.

## Squadre partecipanti
| Club             | Stagione | Città         | Stadio              | Stagione precedente                    |
| ---------------- | -------- | ------------- | ------------------- | -------------------------------------- |
| Alavés           |          | Vitoria       |                     | 8º posto in Primera División           |
| Arenas Getxo     |          | Getxo         |                     | 5º posto in Primera División           |
| Athletic Bilbao  |          | Bilbao        |                     | 1º posto in Primera División           |
| Barcellona       |          | Barcellona    |                     | 4º posto in Primera División           |
| Donostia         |          | San Sebastián |                     | 3º posto in Primera División           |
| Español          |          | Barcellona    |                     | 9º posto in Primera División           |
| Racing Santander |          | Santander     |                     | 2º posto in Primera División           |
| Madrid CF        | dettagli | Madrid        | Stadio di Chamartín | 6º posto in Primera División           |
| Unión Irun       |          | Irún          |                     | 7º posto in Primera División           |
| Valencia         |          | Valencia      |                     | 1º posto in Segunda División, promosso |

## Classifica finale
|  | Pos. | Squadra          | Pt | G  | V  | N | P  | GF | GS | DR  |
|  | ---- | ---------------- | -- | -- | -- | - | -- | -- | -- | --- |
|  | 1.   | Madrid CF        | 28 | 18 | 10 | 8 | 0  | 37 | 15 | +22 |
|  | 2.   | Athletic Bilbao  | 25 | 18 | 11 | 3 | 4  | 47 | 23 | +24 |
|  | 3.   | Barcellona       | 24 | 18 | 10 | 4 | 4  | 40 | 26 | +14 |
|  | 4.   | Racing Santander | 20 | 18 | 7  | 6 | 5  | 36 | 35 | +1  |
|  | 5.   | Arenas Getxo     | 17 | 18 | 7  | 3 | 8  | 35 | 42 | -7  |
|  | 6.   | Español          | 15 | 18 | 7  | 1 | 10 | 34 | 39 | -5  |
|  | 7.   | Valencia         | 15 | 18 | 6  | 3 | 9  | 38 | 47 | -9  |
|  | 8.   | Donostia         | 14 | 18 | 7  | 0 | 11 | 38 | 35 | +3  |
|  | 9.   | Alavés           | 11 | 18 | 5  | 1 | 12 | 22 | 44 | -22 |
|  | 10.  | Unión Irun       | 11 | 18 | 4  | 3 | 11 | 24 | 45 | -21 |

Legenda:
      Campione di Spagna.
      Retrocessa in Segunda División
Regolamento:
Due punti a vittoria, uno a pareggio, zero a sconfitta.
A parità di punti, le posizioni in classifica venivano determinate sulla base degli scontri diretti. In caso di ulteriore parità valeva la differenza reti generale.

## Risultati

### Tabellone
|                  | Ala  | Are  | ABi  | Bar  | Don  | Esp  | Mad  | RSa  | Uni  | Val  |
| ---------------- | ---- | ---- | ---- | ---- | ---- | ---- | ---- | ---- | ---- | ---- |
| Alavés           | –––– | 3-1  | 0-1  | 1-3  | 1-2  | 4-1  | 0-1  | 1-2  | 1-0  | 2-1  |
| Arenas Getxo     | 4-2  | –––– | 2-1  | 1-3  | 2-1  | 3-2  | 2-2  | 3-1  | 5-0  | 4-1  |
| Athletic Bilbao  | 3-2  | 4-1  | –––– | 3-0  | 5-1  | 4-0  | 3-3  | 3-2  | 2-1  | 7-2  |
| Barcelona        | 6-0  | 2-2  | 1-3  | –––– | 2-0  | 2-2  | 2-2  | 4-2  | 3-2  | 3-2  |
| Donostia         | 4-1  | 7-0  | 3-2  | 0-1  | –––– | 5-2  | 1-2  | 1-5  | 5-0  | 7-1  |
| Español          | 4-0  | 4-2  | 1-0  | 0-3  | 2-0  | –––– | 1-2  | 6-1  | 3-1  | 3-0  |
| Madrid CF        | 5-0  | 4-0  | 1-1  | 2-0  | 1-0  | 3-0  | –––– | 0-0  | 3-2  | 4-1  |
| Racing Santander | 1-1  | 1-1  | 2-0  | 3-2  | 2-1  | 2-1  | 0-0  | –––– | 2-2  | 4-1  |
| Unión Irun       | 0-2  | 1-0  | 1-5  | 1-3  | 2-0  | 4-1  | 1-1  | 2-2  | –––– | 3-2  |
| Valencia         | 5-1  | 3-2  | 0-0  | 0-0  | 4-0  | 3-1  | 1-1  | 6-4  | 5-1  | –––– |

### Calendario
| andata (1ª) | andata (1ª) | Prima giornata            | ritorno (10ª) | ritorno (10ª) |
|             |             |                           |               |               |
| 22 nov.     | 1-2         | Alavés-Racing Santander   | 1-1           | 7 feb.        |
| 22 nov.     | 2-1         | Arenas Getxo-Donostia     | 0-7           | 7 feb.        |
| 22 nov.     | 3-0         | Español-Valencia          | 1-3           | 7 feb.        |
| 22 nov.     | 1-1         | Madrid CF-Athletic Bilbao | 3-3           | 7 feb.        |
| 22 nov.     | 1-3         | Unión Irun-Barcelona      | 2-3           | 7 feb.        |

| andata (3ª) | andata (3ª) | Terza giornata                | ritorno (12ª) | ritorno (12ª) |
|             |             |                               |               |               |
| 20 dic.     | 1-2         | Alavés-Donostia               | 1-4           | 21 feb.       |
| 20 dic.     | 3-1         | Arenas Getxo-Racing Santander | 1-1           | 21 feb.       |
| 20 dic.     | 0-3         | Español-Barcelona             | 2-2           | 21 feb.       |
| 20 dic.     | 1-5         | Unión Irun-Athletic Bilbao    | 1-2           | 21 feb.       |
| 20 dic.     | 1-1         | Valencia-Madrid CF            | 1-4           | 21 feb.       |

| andata (5ª) | andata (5ª) | Quinta giornata            | ritorno (14ª) | ritorno (14ª) |
|             |             |                            |               |               |
| 6 gen.      | 4-1         | Alavés-Español             | 0-4           | 3 mar.        |
| 3 nov.      | 2-2         | Arenas Getxo-Madrid CF     | 0-4           | 3 mar.        |
| 3 nov.      | 4-2         | Barcelona-Racing Santander | 2-3           | 3 mar.        |
| 3 nov.      | 5-0         | Donostia-Unión Irun        | 2-0           | 3 mar.        |
| 3 nov.      | 0-0         | Valencia-Athletic Bilbao   | 2-7           | 3 mar.        |

| andata (7ª) | andata (7ª) | Settima giornata          | ritorno (16ª) | ritorno (16ª) |
|             |             |                           |               |               |
| 17 gen.     | 4-1         | Arenas Getxo-Alavés       | 1-3           | 20 mar.       |
| 17 gen.     | 1-5         | Donostia-Racing Santander | 1-2           | 20 mar.       |
| 17 gen.     | 1-0         | Español-Athletic Bilbao   | 0-4           | 20 mar.       |
| 17 gen.     | 3-2         | Madrid CF-Unión Irun      | 1-1           | 20 mar.       |
| 17 gen.     | 0-0         | Valencia-Barcelona        | 2-3           | 20 mar.       |

| andata (9ª) | andata (9ª) | Nona giornata                    | ritorno (18ª) | ritorno (18ª) |
|             |             |                                  |               |               |
| 31 gen.     | 3-2         | Athletic Bilbao-Racing Santander | 0-2           | 3 apr.        |
| 31 gen.     | 2-0         | Español-Donostia                 | 2-5           | 3 apr.        |
| 31 gen.     | 2-0         | Madrid CF-Barcelona              | 2-2           | 3 apr.        |
| 31 gen.     | 0-2         | Unión Irun-Alavés                | 0-1           | 3 apr.        |
| 31 gen.     | 3-2         | Valencia-Arenas Getxo            | 1-4           | 3 apr.        |

| andata (2ª) | andata (2ª) | Seconda giornata         | ritorno (11ª) | ritorno (11ª) |
|             |             |                          |               |               |
| 29 nov.     | 3-2         | Athletic Bilbao-Alavés   | 1-0           | 14 feb.       |
| 29 nov.     | 2-2         | Barcelona-Arenas Getxo   | 3-1           | 14 feb.       |
| 29 nov.     | 1-2         | Donostia-Madrid CF       | 0-1           | 14 feb.       |
| 29 nov.     | 2-1         | Racing Santander-Español | 1-6           | 16 feb.       |
| 29 nov.     | 5-1         | Valencia-Unión Irun      | 2-3           | 16 feb.       |

| andata (4ª) | andata (4ª) | Quarta giornata             | ritorno (13ª) | ritorno (13ª) |
|             |             |                             |               |               |
| 27 dic.     | 3-0         | Athletic Bilbao-Barcelona   | 3-1           | 28 feb.       |
| 27 dic.     | 7-1         | Donostia-Valencia           | 0-4           | 28 feb.       |
| 27 dic.     | 4-2         | Español-Arenas Getxo        | 2-3           | 28 feb.       |
| 27 dic.     | 2-2         | Racing Santander-Unión Irun | 2-2           | 28 feb.       |
| 27 dic.     | 5-0         | Madrid CF-Alavés            | 1-0           | 28 feb.       |

| andata (6ª) | andata (6ª) | Sesta giornata            | ritorno (15ª) | ritorno (15ª) |
|             |             |                           |               |               |
| 10 gen.     | 5-1         | Athletic Bilbao-Donostia  | 2-3           | 13 mar.       |
| 10 gen.     | 6-0         | Barcelona-Alavés          | 3-1           | 13 mar.       |
| 10 gen.     | 4-1         | Racing Santander-Valencia | 4-6           | 13 mar.       |
| 10 gen.     | 3-0         | Madrid CF-Español         | 2-1           | 13 mar.       |
| 10 gen.     | 1-0         | Unión Irun-Arenas Getxo   | 0-5           | 13 mar.       |

| andata (8ª) | andata (8ª) | Ottava giornata              | ritorno (17ª) | ritorno (17ª) |
|             |             |                              |               |               |
| 24 gen.     | 2-1         | Alavés-Valencia              | 1-5           | 27 mar.       |
| 24 gen.     | 4-1         | Athletic Bilbao-Arenas Getxo | 1-2           | 27 mar.       |
| 24 gen.     | 2-0         | Barcelona-Donostia           | 1-0           | 27 mar.       |
| 24 gen.     | 0-0         | Racing Santander-Madrid CF   | 0-0           | 27 mar.       |
| 24 gen.     | 4-1         | Unión Irun-Español           | 1-3           | 27 mar.       |

| andata (1ª) | andata (1ª) | Prima giornata            | ritorno (10ª) | ritorno (10ª) |
|             |             |                           |               |               |
| 22 nov.     | 1-2         | Alavés-Racing Santander   | 1-1           | 7 feb.        |
| 22 nov.     | 2-1         | Arenas Getxo-Donostia     | 0-7           | 7 feb.        |
| 22 nov.     | 3-0         | Español-Valencia          | 1-3           | 7 feb.        |
| 22 nov.     | 1-1         | Madrid CF-Athletic Bilbao | 3-3           | 7 feb.        |
| 22 nov.     | 1-3         | Unión Irun-Barcelona      | 2-3           | 7 feb.        |

| andata (3ª) | andata (3ª) | Terza giornata                | ritorno (12ª) | ritorno (12ª) |
|             |             |                               |               |               |
| 20 dic.     | 1-2         | Alavés-Donostia               | 1-4           | 21 feb.       |
| 20 dic.     | 3-1         | Arenas Getxo-Racing Santander | 1-1           | 21 feb.       |
| 20 dic.     | 0-3         | Español-Barcelona             | 2-2           | 21 feb.       |
| 20 dic.     | 1-5         | Unión Irun-Athletic Bilbao    | 1-2           | 21 feb.       |
| 20 dic.     | 1-1         | Valencia-Madrid CF            | 1-4           | 21 feb.       |

| andata (5ª) | andata (5ª) | Quinta giornata            | ritorno (14ª) | ritorno (14ª) |
|             |             |                            |               |               |
| 6 gen.      | 4-1         | Alavés-Español             | 0-4           | 3 mar.        |
| 3 nov.      | 2-2         | Arenas Getxo-Madrid CF     | 0-4           | 3 mar.        |
| 3 nov.      | 4-2         | Barcelona-Racing Santander | 2-3           | 3 mar.        |
| 3 nov.      | 5-0         | Donostia-Unión Irun        | 2-0           | 3 mar.        |
| 3 nov.      | 0-0         | Valencia-Athletic Bilbao   | 2-7           | 3 mar.        |

| andata (7ª) | andata (7ª) | Settima giornata          | ritorno (16ª) | ritorno (16ª) |
|             |             |                           |               |               |
| 17 gen.     | 4-1         | Arenas Getxo-Alavés       | 1-3           | 20 mar.       |
| 17 gen.     | 1-5         | Donostia-Racing Santander | 1-2           | 20 mar.       |
| 17 gen.     | 1-0         | Español-Athletic Bilbao   | 0-4           | 20 mar.       |
| 17 gen.     | 3-2         | Madrid CF-Unión Irun      | 1-1           | 20 mar.       |
| 17 gen.     | 0-0         | Valencia-Barcelona        | 2-3           | 20 mar.       |

| andata (9ª) | andata (9ª) | Nona giornata                    | ritorno (18ª) | ritorno (18ª) |
|             |             |                                  |               |               |
| 31 gen.     | 3-2         | Athletic Bilbao-Racing Santander | 0-2           | 3 apr.        |
| 31 gen.     | 2-0         | Español-Donostia                 | 2-5           | 3 apr.        |
| 31 gen.     | 2-0         | Madrid CF-Barcelona              | 2-2           | 3 apr.        |
| 31 gen.     | 0-2         | Unión Irun-Alavés                | 0-1           | 3 apr.        |
| 31 gen.     | 3-2         | Valencia-Arenas Getxo            | 1-4           | 3 apr.        |

| andata (2ª) | andata (2ª) | Seconda giornata         | ritorno (11ª) | ritorno (11ª) |
|             |             |                          |               |               |
| 29 nov.     | 3-2         | Athletic Bilbao-Alavés   | 1-0           | 14 feb.       |
| 29 nov.     | 2-2         | Barcelona-Arenas Getxo   | 3-1           | 14 feb.       |
| 29 nov.     | 1-2         | Donostia-Madrid CF       | 0-1           | 14 feb.       |
| 29 nov.     | 2-1         | Racing Santander-Español | 1-6           | 16 feb.       |
| 29 nov.     | 5-1         | Valencia-Unión Irun      | 2-3           | 16 feb.       |

| andata (4ª) | andata (4ª) | Quarta giornata             | ritorno (13ª) | ritorno (13ª) |
|             |             |                             |               |               |
| 27 dic.     | 3-0         | Athletic Bilbao-Barcelona   | 3-1           | 28 feb.       |
| 27 dic.     | 7-1         | Donostia-Valencia           | 0-4           | 28 feb.       |
| 27 dic.     | 4-2         | Español-Arenas Getxo        | 2-3           | 28 feb.       |
| 27 dic.     | 2-2         | Racing Santander-Unión Irun | 2-2           | 28 feb.       |
| 27 dic.     | 5-0         | Madrid CF-Alavés            | 1-0           | 28 feb.       |

| andata (6ª) | andata (6ª) | Sesta giornata            | ritorno (15ª) | ritorno (15ª) |
|             |             |                           |               |               |
| 10 gen.     | 5-1         | Athletic Bilbao-Donostia  | 2-3           | 13 mar.       |
| 10 gen.     | 6-0         | Barcelona-Alavés          | 3-1           | 13 mar.       |
| 10 gen.     | 4-1         | Racing Santander-Valencia | 4-6           | 13 mar.       |
| 10 gen.     | 3-0         | Madrid CF-Español         | 2-1           | 13 mar.       |
| 10 gen.     | 1-0         | Unión Irun-Arenas Getxo   | 0-5           | 13 mar.       |

| andata (8ª) | andata (8ª) | Ottava giornata              | ritorno (17ª) | ritorno (17ª) |
|             |             |                              |               |               |
| 24 gen.     | 2-1         | Alavés-Valencia              | 1-5           | 27 mar.       |
| 24 gen.     | 4-1         | Athletic Bilbao-Arenas Getxo | 1-2           | 27 mar.       |
| 24 gen.     | 2-0         | Barcelona-Donostia           | 1-0           | 27 mar.       |
| 24 gen.     | 0-0         | Racing Santander-Madrid CF   | 0-0           | 27 mar.       |
| 24 gen.     | 4-1         | Unión Irun-Español           | 1-3           | 27 mar.       |

## Statistiche

### Squadre

#### Capoliste solitarie
Fonte:
|    | ——  | —— | ——  | ——  | ——  | ——  | —— | —— | ——  | ——  | ——  | ——  | ——  | ——          | ——          | ——          | ——          | —— |  |
|    | RSa |    | Ath | Ath | Ath | RMa |    |    |     |     |     |     |     | Real Madrid | Real Madrid | Real Madrid | Real Madrid |    |  |
|    |     |    |     |     |     |     |    |    |     |     |     |     |     |             |             |             |             |    |  |
|    |     |    |     |     |     |     |    |    |     |     |     |     |     |             |             |             |             |    |  |
| 1ª | 2ª  | 3ª | 4ª  | 5ª  | 6ª  | 7ª  | 8ª | 9ª | 10ª | 11ª | 12ª | 13ª | 14ª | 15ª         | 16ª         | 17ª         | 18ª         |    |  |

#### Primati stagionali
- Maggior numero di vittorie: Athletic Bilbao (11)
- Minor numero di sconfitte: Madrid CF (0)
- Migliore attacco: Athletic Bilbao (47 reti segnate)
- Miglior difesa: Madrid CF (15 reti subite)
- Miglior differenza reti: Athletic Bilbao (+24)
- Maggior numero di pareggi: Madrid CF (8)
- Minor numero di pareggi: Donostia (0)
- Maggior numero di sconfitte: Alaves (12)
- Minor numero di vittorie: Union Irun (4)
- Peggior attacco: Alaves (22 reti segnate)
- Peggior difesa: Valencia (47 reti subite)
- Peggior differenza reti: Alaves (-22)

### Individuali

#### Classifica marcatori
| Gol |  |  | Giocatore               | Squadra          |
| --- |  |  | ----------------------- | ---------------- |
| 12  |  |  | Guillermo Gorostiza     | Athletic Bilbao  |
| 11  |  |  | Bata                    | Athletic Bilbao  |
| 10  |  |  | Cholín                  | Donostia         |
| 10  |  |  | Francisco Aguirrebengoa | Racing Santander |